# Kipini
Kipini är en ort i Kenya.   Den ligger i länet Tana River, i den sydöstra delen av landet, 400 km öster om huvudstaden Nairobi. Kipini ligger 7 meter över havet och antalet invånare är 4 114.
Terrängen runt Kipini är mycket platt. Havet är nära Kipini söderut.  Närmaste större samhälle är Witu, 18,0 km nordväst om Kipini. Omgivningarna runt Kipini är en mosaik av jordbruksmark och naturlig växtlighet.